# Jászszentlászló
Jászszentlászló község Bács-Kiskun vármegye Kiskunmajsai járásában.

## Fekvése
Kiskunfélegyháza és Kiskunmajsa között fekszik, előbbitől nagyjából 18 kilométerre délre, utóbbitól 9 kilométerre északra.

### Megközelítése
Közúton a két említett várost összekötő 5402-es úton érhető el, amely végighalad a központján, annak főutcájaként. Az ország távolabbi részei felől a legegyszerűbben az M5-ös autópályán vagy az 5-ös főúton közelíthető meg, kiskunfélegyházi letéréssel, Orgovány és az 54-es főút irányából pedig Bugacon át az 5407-es úton.
A hazai vasútvonalak közül a települést a MÁV 155-ös számú Kiskunhalas–Kiskunfélegyháza-vasútvonala érinti, melynek egy megállási pontja van itt. Jászszentlászló vasútállomás a településközpont közelében, attól kissé délnyugati irányban helyezkedik el, az 5402-es úttól alig több mint száz méterre.

## Története
A Római Birodalom óta illír népek lakták ezt a vidéket. A honfoglalás időszakában őseink a mai község területén nem telepedtek meg. A középkori települést – melyről az ún. Templom halom az egyetlen emlék – minden valószínűség szerint kunok lakhatták, akiket IV. Béla telepített az országba a tatárjárás után.
Érdekes kérdést vet fel a község neve, amely biztosan Szentlászló lehetett, hiszen a török defterek (adóösszeírás) is így említik a területet 1570-ben. Valószínűsíthető, hogy a falu templomát Szent László tiszteletére szentelték, és ezzel a névvel illették később magát a falut is. (A középkorban ez nem volt ritkaság.)
A település az 1526-os török visszavonulás alkalmával elpusztult. A feltételezések szerint nem mindenki esett áldozatul. Voltak túlélők is, akiknek sikerült elmenekülni más, még föl nem dúlt területre.
1541 után az elnéptelenedett Duna-Tisza közén, a régi települések területét legeltetésre használták a nagyobb városok tőzsérei…
A török kiűzése (1699) után a jászkun területeket I. Lipót császár eladta a Német Lovagrendnek (1702). A pusztákat a bérlőknek ezután a Lovagrendtől kellett bérelni.
A jászkunok minden fáradozása ellenére a pénzbeli megváltás az idegen uralom alól igen vontatottan haladt.
1745-ben Mária Terézia uralkodásának kezdetén került sor a megváltásra. Szentlászló pusztát 4 jász település váltotta meg: Jákóhalma, Jászdózsa, Mihálytelek, Felsőszentgyörgy.
Az 1800-as években felgyorsult a népesség szaporodása. Ekkor már volt postai futárszolgálat is.
Az 1850-es években megindult a kiskunsági puszták tagosítása. Szentlászló birtokosai megpróbálták a távoli pusztát elcserélni Pusztafogacsért (ma Tarnaméra része), amely Jásztelek (régebben Mihálytelek) és Jászdózsa közelében feküdt. Ez azonban nem sikerült a jász birtokosoknak. A tagosítás után megkezdődik a kiköltözöttek községgé alakítási mozgalma.
1857-1858-ban Jászjákóhalma és Jászfelsőszentgyörgy tagosított. A tagosított részeket Kiskunfélegyháza, Kiskunmajsa és Szeged népeiből telepítették be. 1870-ben Jászmihálytelek területét is tagosították, a jászdózsai részt pedig a kiskunfélegyházi közbirtokosság vette meg.
1873-ban alakult meg a község. (Ez a tény szerepel az 1874-es kalendáriumban is.) A falu az eddigi Pusztaszentlászló nevet Jászszentlászlóra változtatta azzal az indokkal, hogy a terület első birtokosai a jászok voltak. Belterületen 116 ház állt, melyek csinosak és szépek voltak. A külterületen 384 épület állt. Szépen folyt a termelés. Főleg mezőgazdasággal foglalkozott a lakosság.
1881-83-ig volt a harmadik katonai felmérés, amely 339 épületet számlált, amelyből 190 volt a tanya. 1896-ban készült el a helyszíneltetési térkép.
1901-ben épült az új községi kocsma. 1902-ben fejezték a be a templom építését. A gőzmalom 1902-ben, az új községháza 1908-ban épült. 1909-ben 180 kh-dal bővült a falu területe. Orvost 1910-ben, 1924-ben pedig gyógyszertári jogot kapott. 1922-ben alakult meg az Önkéntes Tűzoltó Egyesület. 1925-ben újabb 164 kh-dal nőtt területünk. 1927-ben szerelték be a telefont a postán. 1931. december 1-jén gyulladt ki a villany. A II. világháború súlyosan érintette a községet. Az újjáépítés és újraéledés nehéz volt. Az emlékművön is olvasható, hogy 101 "családtagunk" nem tért vissza sajnos. Azóta a község folyamatosan fejlődik.
1949-ben alakult meg az első szövetkezet. Egyre több területet osztottak ki lakóház-építési teleknek. 1958-ban alakult meg a Takarékszövetkezet. 1971-ben került sor a Sportpálya kialakítására. Folyamatosan bővült a vízhálózat, a járdák területe, villanyvezetékek hossza és a gázhálózat. 1978-ban nyolc tantermes iskola épült. 1983-ban létesült a Központi konyha, melyben az óvodásoknak, iskolásoknak és a felnőtteknek egyaránt főznek. 1984-ben mintegy húsz utcában építenek beton utat. 1985-ben létesül az MHSZ Székház a Sportpályán, mely társadalmi munkában épült. 1989-ben adták át az új Postahivatalt. Ebben az évben kezdte meg működését az Idősek Otthona is. A településünk 120. évfordulója alkalmából avatták fel a község szívében, a templom melletti parkban a névadó  Szent László szobrát a díszkúttal. 1994-ben elárusító csarnokot adtak át a minden csütörtökön lévő piaci árusítás megkönnyítésére. Az országban is kiemelkedő színvonalú szennyvíztisztítót és hálózatát építették ki. 1997-ben indult útjára az iskolabusz.
2007-ben a Kiskunfélegyházi kistérségből a Kiskunmajsaiba került, 2013-ban a Kiskunmajsai járásba.

## Közélete

### Polgármesterei
- 1990–1994: Papp József (független)[3]
- 1994–1998: Papp József (független)[4]
- 1998–2002: Papp József (független)[5]
- 2002–2006: Papp József (független)[6]
- 2006–2010: Papp József (független)[7]
- 2010–2013: Kiss Melinda (Fidesz-KDNP-Nemzeti Fórum)[8]
- 2013–2014: Nagy András (független)[9][10]
- 2014–2019: Nagy András (független)[11]
- 2019–2024: Nagy András (független)[12]
- 2024– : Sebestyén István (független)[1]

A településen 2013. április 7-én időközi polgármester-választást tartottak, mert az előző polgármestert a Kiskunmajsai Járási Hivatal vezetőjének nevezték ki, így – összeférhetetlenség miatt – 2013. január 30-i hatállyal lemondott a polgármesteri tisztségéről.

## Népesség
A település népességének változása:
| Lakosok száma | 2477 | 2453 | 2467 | 2412 | 2396 | 2358 | 2378 |
|               | 2013 | 2014 | 2018 | 2021 | 2022 | 2023 | 2024 |

A 2011-es népszámlálás során a lakosok 89,6%-a magyarnak, 1% németnek, 0,2% románnak, 0,2% szerbnek mondta magát (10,2% nem nyilatkozott; a kettős identitások miatt a végösszeg nagyobb lehet 100%-nál). A vallási megoszlás a következő volt: római katolikus 67,6%, református 3,1%, evangélikus 0,3%, felekezeten kívüli 4,9% (22,7% nem nyilatkozott).
2022-ben a lakosság 92,1%-a vallotta magát magyarnak, 0,9% németnek, 0,4% cigánynak, 0,3% románnak, 0,1% örménynek, 1,8% egyéb, nem hazai nemzetiségűnek (7,6% nem nyilatkozott; a kettős identitások miatt a végösszeg nagyobb lehet 100%-nál). Vallásuk szerint 45,2% volt római katolikus, 3% református, 0,3% evangélikus, 0,2% görög katolikus, 1,5% egyéb keresztény, 1,8% egyéb katolikus, 8,5% felekezeten kívüli (39,5% nem válaszolt).

## Nevezetességei
- Első világháborús emlékmű
- Második világháborús emlékmű
- Katolikus templom
- Kerektó
- Kútgyűjtemény
- Malom ABC
- Református templom
- Szent László-emlékmű
- Szent László Általános Iskola
- Szélmalom
- Testvértelepülések útjelzőtáblája
- Kőkereszt